# Curtiss, Wisconsin
Curtiss är en ort i Clark County, Wisconsin, USA.